# Ourizona
Ourizona ist ein brasilianisches Munizip im Bundesstaat Paraná. Es hat 3.187 Einwohner (2022), die sich Ourizonenser nennen. Seine Fläche beträgt 176 km². Es liegt 540 Meter über dem Meeresspiegel.

## Etymologie
Der Name stammt von Nicolau Nasser, dem Gründer der Stadt. Er ist eine Hommage an die ausgedehnten Kaffeepflanzungen. Damals war Kaffee die größte Erwerbsquelle des Bundesstaates Paraná und wurde als Ouro Verde (deutsch: grünes Gold) bezeichnet. Ourizona steht für Land des Goldes.

## Geschichte
Ourizona wurde auf den Ländereien der Companhia Melhoramentos Norte do Paraná gegründet, die für die Entstehung zahlreicher Städte in der Region verantwortlich war. Die ursprüngliche Bevölkerung entstand aus einem Kern von Pionieren, die auf der Suche nach gutem Land und besseren Erwerbsmöglichkeiten in die Region kamen. Zum Beispiel erwarb Nicolau Nasser die Gleba Condor mit 300 Alqueires (720 ha) Land, auf dem er 150.000 Kaffeepflanzen setzte. Die Neusiedler bauten ihre Häuser und binnen kurzem sah die Siedlung bereits wie eine Stadt aus. Zu dieser Zeit war der Ort schon unter dem Namen Ourizona bekannt. Neben Nicolau Nasser nahmen an der Kolonisierung von Ourizona auch Ermenegildo Calvo und Lazaro de Lima teil, die im Stadtgebiet Parzellen bildeten.
Ourizona wurde durch das Staatsgesetz Nr. 4245 vom 25. Juli 1960 in den Rang eines Munizips erhoben und am 19. November 1961 als Munizip politisch-administrativ unabhängig.

## Geografie

### Fläche und Lage

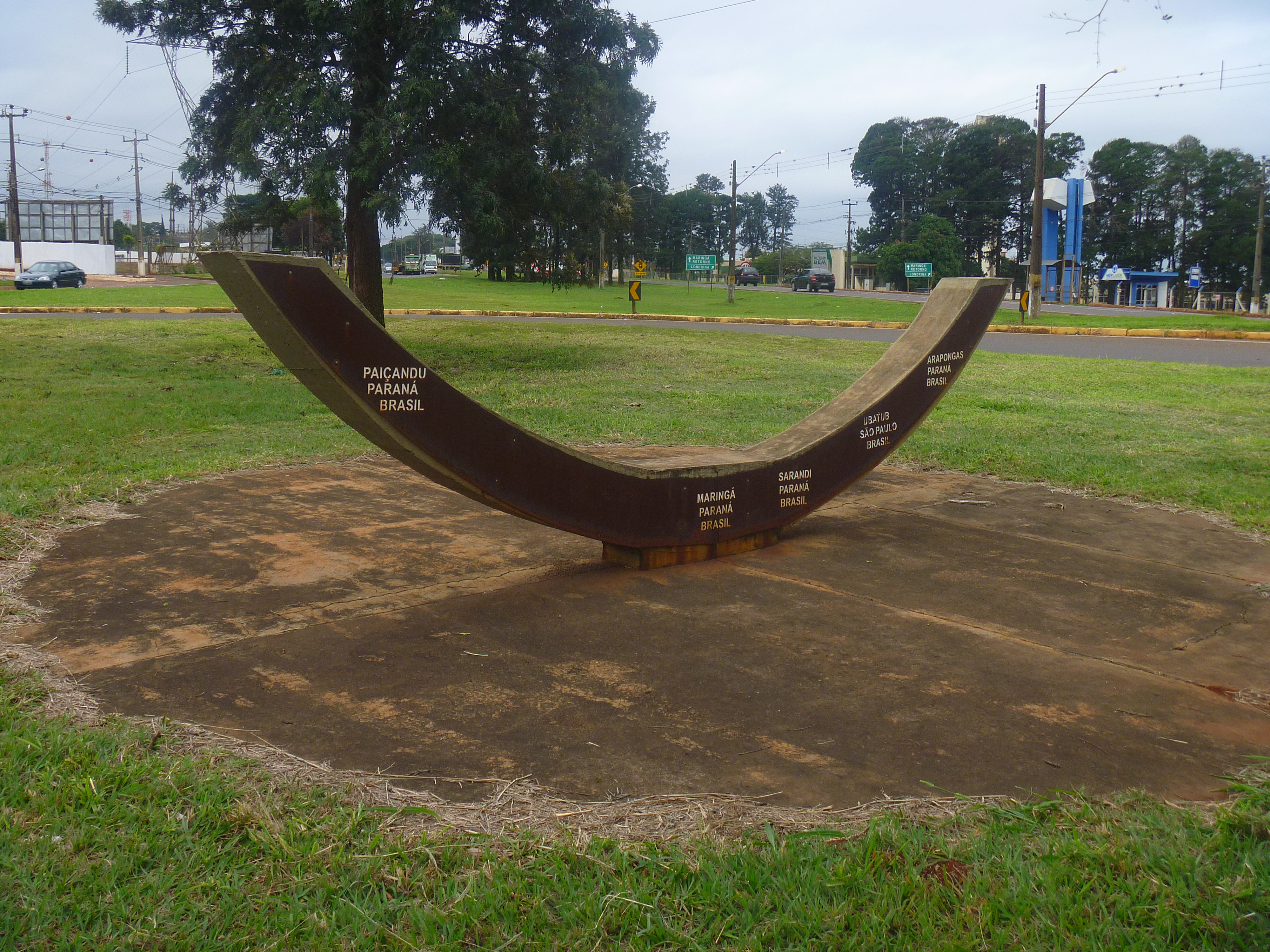
Markierung des Wendekreises des Steinbocks

Ourizona liegt auf dem Terceiro Planalto Paranaense (der Dritten oder Guarapuava-Hochebene von Paraná) auf 23° 24′ 18″ südlicher Breite und 52° 11′ 56″ westlicher Länge. Durch das Munizip verläuft der südliche Wendekreis, der Wendekreis des Steinbocks. Es hat eine Fläche von 176 km². Es liegt auf einer Höhe von 540 Metern.

### Vegetation
Das Biom von Ourizona ist Mata Atlântica.

### Klima
Das Klima in Ourizona ist mild sowie allgemein warm und gemäßigt. Der Niederschlag in Ourizona ist hoch, auch in den eher trockenen Monaten. Die Klassifikation des Klimas nach Köppen und Geiger lautet Cfa. In Ourizona herrscht im Jahresdurchschnitt eine Temperatur von 22,1 °C. Jährlich fallen etwa 1539 mm Niederschlag.

### Gewässer
Ourizona liegt vollständig im Einzugsgebiet des Ivaí, der auf wenige Kilometer die südwestliche Grenze des Munizips bildet. Die südöstliche Munizipgrenze wird vom rechten Ivaí-Nebenfluss Ribeirão Bandeirantes do Sul gebildet. Die nordwestliche Grenze des Munizips bildet der Ivaí-Nebenfluss Rio Andira.

### Straßen
Ourizona liegt an der PR-552 von São Jorge do Ivaí nach Mandaguaçu.

### Nachbarmunizipien
|                   |                                             | Mandaguaçu |
| São Jorge do Ivaí | Kompassrose, die auf Nachbargemeinden zeigt | Paiçandu   |
| Terra Boa         | Doutor Camargo                              |            |

## Stadtverwaltung
Bürgermeister: Manoel Rodrigo Amado, PMDB (2021–2024)
Vizebürgermeister: Paulo Sergio Mulati, PR (2021–2024)

## Demografie

### Bevölkerungsentwicklung
| Jahr | Einwohner | Stadt | Land |
| ---- | --------- | ----- | ---- |
| 1970 | 8.272     | 20 %  | 80 % |
| 1980 | 4.879     | 36 %  | 64 % |
| 1991 | 3.750     | 69 %  | 31 % |
| 2000 | 3.396     | 80 %  | 20 % |
| 2010 | 3.380     | 90 %  | 10 % |
| 2022 | 3.181     |       |      |

Quelle: IBGE (2011) und Volkszählung 2022

### Ethnische Zusammensetzung
| Gruppe *    | 1991    | 2000    | 2010    | wer sich als ...                                                                 |
| ----------- | ------- | ------- | ------- | -------------------------------------------------------------------------------- |
| Weiße       | 65,9 %  | 76,5 %  | 59,9 %  | weiß bezeichnet                                                                  |
| Schwarze    | 11,5 %  | 1,7 %   | 3,4 %   | schwarz bezeichnet                                                               |
| Gelbe       | 0,5 %   | 0,4 %   | 0,3 %   | von fernöstlicher Herkunft wie japanisch, chinesisch, koreanisch etc. bezeichnet |
| Braune      | 22,0 %  | 20,9 %  | 36,4 %  | braun oder als Mischung aus mehreren Gruppen bezeichnet                          |
| Indigene    | 0,0 %   | 0,1 %   | 0,0 %   | Ureinwohner oder Indio bezeichnet                                                |
| ohne Angabe | 0,0 %   | 0,4 %   | 0,0 %   |                                                                                  |
| Gesamt      | 100,0 % | 100,0 % | 100,0 % |                                                                                  |

*) Das IBGE verwendet für Volkszählungen ausschließlich diese fünf Gruppen. Es verzichtet bewusst auf Erläuterungen. Die Zugehörigkeit wird vom Einwohner selbst festgelegt.
Quelle: IBGE (Stand: 1991, 2000 und 2010)